# Raša Livada
Raša Livada (Subotica, 13. april 1948 — Beograd, 6. novembar 2007) bio je srpski književnik, prevodilac i izdavač.

## Biografija
Osnovnu školu је pohađao (1956–1964) i završio u Zemunu. U Sremskim Karlovcima pohađao i završio Učiteljsku školu (1964–1969).
Osamdesetih godina bio je potpredsednik Srpskog PEN-a, predsednik Beogradske sekcije Udruženja književnika Srbije i prvi predsednik Odbora za zaštitu umetničkih sloboda. Jedan je od osnivača Srpskog književnog društva 2000. godine.
Godine 1985. osnovao je Književno društvo „Pismo“, pokrenuo istoimeni časopis za savremenu svetsku književnost. Zajedno sa edicijom „Pismo” pokrenuo je sveske za jevrejsku, englesku, holandsku i rusku književnost. U saradnji sa „Maticom srpskom“ iz Novog Sada uređivao je i istoimenu biblioteku. U krilu ovog književnog društva osnovao je još nekoliko književnih časopisa („Ruski almanah“, „Istočnik“, „Erazmo“, „Mezuza“, „Schakespeare & Co.“).
Jedan je od osnivača Srpskog književnog društva 2000. godine.
Preminuo je u Beogradu 6. novembra 2007. godine.
Njegov legat je poklonjen Muzeju srpske književnosti „Adligat”.

## Bibliografija

### Zbirka pesama
- „Poprskan znojem kazaljki“ (1969)
- „Atlantida“ (1972)
- „Karantin“ (1977)

### Poeme
- „Ranjeni ditiramb“
- „Horoskop“
- „Rađanje soneta“

Izdavačko preduzeće „Prosveta“ 2006. godine po izboru Borislava Radovića u okviru biblioteke „Savremena poezija“ objavila je zbirku njegove poezije „Pesme“.
Objavio je i antologiju „apolitičke poezije“ „Svetska poezija danas (časopis „Gradac“, 1981), koja je, zajedno sa njegovim pesničkim zbirkama, izvršila znatan uticaj na potonje generacije pesnika. Proširena i dopunjena, ova antologija objavljena je u dva toma u izdanju „Prosvete“ 1983. godine pod naslovom „Moderno svetsko pesništvo“.
Prevodio je poeziju Roberta Grejvsa, T. S. Eliota, Huana Himenesa, Jahude Amihaja i V. S. Mervina. Pesme su mu prevođene na preko dvadeset svetskih jezika.

## Nagrade
Za svoj književni, prevodilački i uređivački rad dobio je niz nagrada:
- Brankova nagrada, za knjigu peama Poprskan znojem kazaljki, 1969.
- Nagrada „Milan Rakić”, za knjigu pesama Karantin, 1978.
- Nagrada „Jeremija Živanović”.
- Nagrada „Zlatni beočug”.[1]

## Spoljašnje veze
- Vreme/A Livada kaže[мртва веза]
- Vreme/Nova Atlantida-Intervju[мртва веза]